# Acondrita

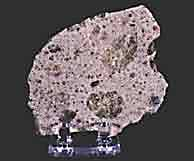
Acondrita diogenita Johnstown. Imagen de la NASA.

Las acondritas son meteoritos rocosos, similares a rocas ígneas, que representan un 7.1 % de los que caen a la Tierra, y que se caracterizan por haber sufrido procesos de fusión y diferenciación en el planeta o asteroide del cual proceden. Es decir, por efecto de la temperatura se formaron magmas y los materiales más densos se situaron en el centro del cuerpo planetario, mientras que los menos densos en capas más superficiales (es debido a estos procesos por lo que la Tierra posee núcleo, manto y corteza).  El primero que usó el término "acondrita" fue Aristides Brezina, del Museo de Historia Natural de Viena, a finales del siglo XIX, para designar a los meteoritos rocosos carentes de cóndrulos. Son similares en apariencia a las rocas ígneas terrestres, por lo que es muy difícil distinguirlas a menos que se vean cuando caen. Quizás la acondrita más famosa y controvertida sea el meteorito de origen marciano ALH84001 al anunciarse que podría contener evidencias fósiles de organismos extraterrestres de hace 3600 millones de años.
Se cree que la mayor parte de las acondritas provienen del asteroide (4) Vesta, situado en el cinturón de asteroides. Este asteroide (el cuarto que se descubrió y el tercero en tamaño dentro del cinturón) tiene una corteza formada por silicatos y un núcleo formado por Fe y Ni, es decir, ha sufrido diferenciación magmática, y posee un cráter de impacto que ocupa una gran superficie del asteroide. Este impacto meteorítico generó una gran cantidad de ejecta (el material proyectado en la formación de un cráter), y parte ha caído sobre nuestro planeta. Se calcula que el 6 % de todos los meteoritos que caen provienen de Vesta.

## Tipos de meteoritos

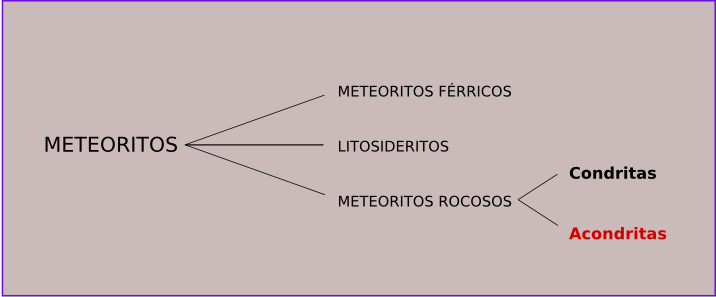
Tipos de meteoritos.

En la clasificación más básica, existen tres tipos de meteoritos según su composición:
- Meteoritos férricos u holosideritos: Están formados por metales, sobre todo Fe.
- Litosideritos: Formados por una mezcla de roca y metal.
- Meteoritos rocosos o pétreos: Están formados por roca. Este grupo a su vez se subdivide en condritas y acondritas. La gran diferencia entre estos meteoritos rocosos es que las condritas no han sufrido procesos de fusión y diferenciación, mientras que las acondritas si los han sufrido.[1]

Desde 1970 se han modificado las clasificaciones de meteoritos por otras más modernas que tienen en cuenta además de su composición química, la textura y su origen, entre otros parámetros.

## Clasificación de las acondritas

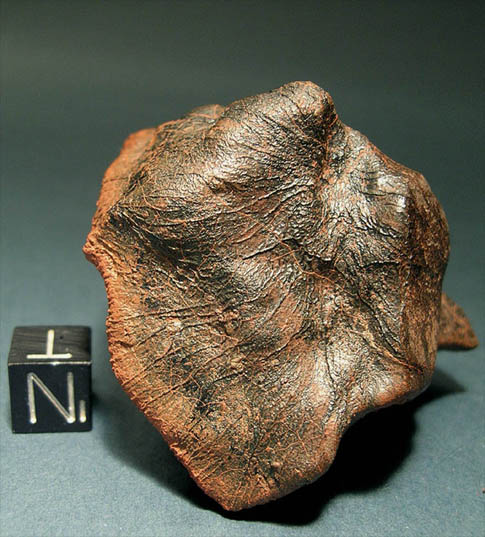
Acondrita eucrita Millbillillie.

Las acondritas se han dividido en 3 grupos:
- acondritas pobres en Ca;
- acondritas ricas en Ca;
- acondritas primitivas (diferenciadas parcialmente).

Sin embargo, esta clasificación no tiene utilidad genética (hay meteoritos ricos en Ca relacionados con meteoritos pobres en Ca, y meteoritos ricos o pobres en Ca sin relación entre sí), por lo que actualmente está en desuso. Una manera de clasificarlos, que sí tiene en cuenta su génesis, es considerando el planeta o asteroide del que proceden, resultando:
| Grupo PAC. Acondritas primitivas | Grupo HED. Meteoritos procedentes de 4 Vesta | Acondritas procedentes de otros asteroides | Grupo LUN. Meteoritos lunares | Grupo SNC. Meteoritos marcianos |
| Acapulcoitas (ACA)               | Eucritas (EUC)                               | Angritas (ANG)                             | LUN A                         | Shergotitas (SHE)               |
| Lodranitas (LOD)                 | Diogenitas (DIO)                             | Aubritas (AUB)                             | LUN B                         | Nakhlitas (NAK)                 |
| Brachinitas (BRA)                | Howarditas (HOW)                             |                                            | LUN G                         | Chassignitas (CHA)              |
| Winonaitas (WIN)                 |                                              |                                            | LUN N                         | Ortopiroxenitas(OPX)            |
| Ureilitas (URE)                  |                                              |                                            |                               |                                 |

### PAC (acondritas primitivas)

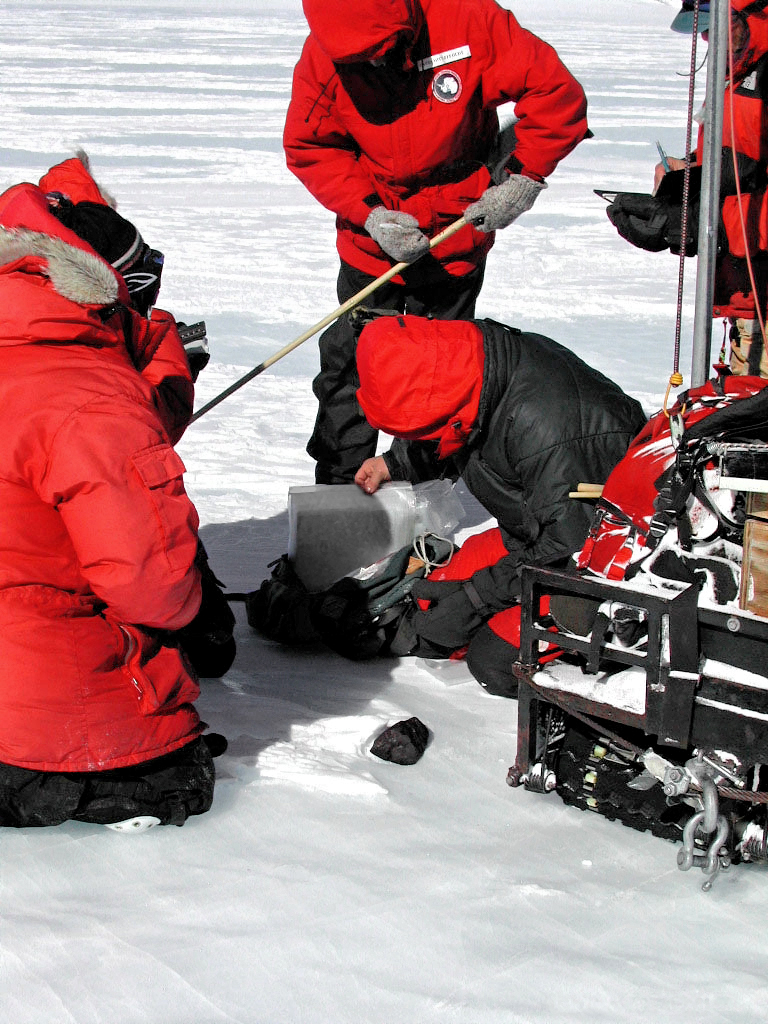
Recogida de un meteorito en la Antártida, donde se han hallado la mayor parte de las lodranitas. Imagen de la NASA.

Incluyen los meteoritos que son similares en composición y estructura a sus condritas precursoras. No han sufrido un alto grado de diferenciación, y probablemente proceden de pequeños asteroides que fundieron al recibir impactos meteoríticos, y que sufrieron un enfriamiento rápido. Son rocas ultramáficas (con una cantidad superior al 90 % en minerales de Fe y Ni).

#### Acapulcoitas
Su nombre proviene de un meteorito caído en Acapulco (México) en 1976. Presentan gran abundancia de olivino y piroxeno; En menor cantidad se encuentra plagioclasa, metales de Fe y Ni y troilita. El meteorito Acapulco se clasificó como una condrita anómala debido a que tiene una composición similar, hasta que empezaron a aparecer más meteoritos de las mismas características. Se consideran a estas acondritas como la transición entre las condritas y materiales más diferenciados. La textura está conformada por pequeños cristales. La edad estimada del cuerpo del que proceden es de entre 4555 y 4562 millones de años, y unas edades de exposición a la radiación cósmica de 4 a 7 millones de años, que indicarían cuando se separaron del asteroide.

#### Lodranitas
Su nombre proviene del meteorito Lodran, que cayó en Pakistán en 1868. Apenas hay más de diez meteoritos de este grupo, y casi todos se han encontrado en la Antártida. Tienen la misma composición mineralógica y la misma relación isotópica de oxígeno que las acapulcoitas, por lo que se cree que proceden de un mismo asteroide. Los cristales son gruesos, con olivino y piroxenos, y probablemente provengan de capas más densas y profundas dentro del asteroide que las acapulcoitas.

#### Brachinitas

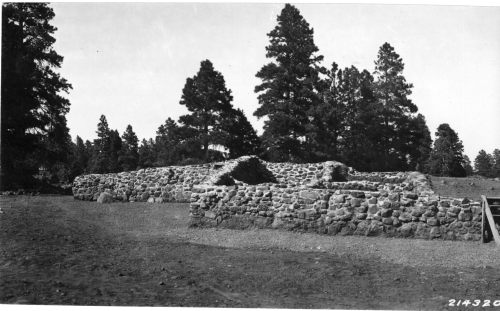
Ruinas arqueológicas Elden Pueblo, en Arizona (Estados Unidos). En este pueblo indio se halló el meteorito Winona.

Se han encontrado muy pocas brachinitas. Su nombre proviene del meteorito Brachina, que se encontró en Australia en 1974. Con un 93 % en volumen, son los meteoritos procedentes de asteroides con mayor cantidad de olivino. También contienen piroxeno, cromita, sulfuros, fosfatos y metales. La mitad también presentan plagioclasa. Hay estudios que relacionan las brachinitas con el asteroide (289) Nenetta.

#### Winonaitas
Su nombre deriva del meteorito Winona, hallado en los Estados Unidos en 1928. Algunas presentan cóndrulos relictos, indicando el origen condrítico de estos meteoritos. Están formadas por piroxenos, olivino, plagioclasa, troilita y metales de Fe y Ni. Los cristales presentan una textura equigranular, con tamaños finos y medios, y algunas presentan zonas de superficie milimétrica de diferente textura o mineralogía, que podrían ser indicadoras de procesos de fusión parcial. Los meteoritos metálicos del grupo IAB contienen restos de silicatos similares a las winonaitas, por lo que se especula con un origen común.

#### Ureilitas
Su nombre deriva de Novo Urei, un pueblo situado en Mordovia (Rusia), donde en 1886 cayeron varios meteoritos. Presentan olivino (50-75 %), piroxenos (14-35 %) y muy poca cantidad de metales de Fe y Ni. Entre los cristales de estos minerales, en la matriz, se encuentran gases nobles y carbono (a veces en forma de diamante, que es un indicador de altas presiones). La presencia de diamantes se ha interpretado como el resultado de la metamorfización de grafito. No hay un acuerdo claro sobre el origen de las ureilitas. Las dataciones que se han realizado indican una edad de 4550 millones de años.

### HED
El grupo de acondritas HED incluye a las howarditas, eucritas y diogenitas. Estos meteoritos son rocas magmáticas formadas a altas temperaturas, y probablemente procedentes del asteroide Vesta. Las diogenitas y las eucritas se formaron en capas profundas del asteroide, y las howarditas y las eucritas polimícticas lo hicieron más cerca de la superficie. Esto se deduce de la comparación del espectro de Vesta con este grupo de acondritas; El espectro de su superficie coincide con el howarditas y eucritas, pero el espectro del fondo de dos cráteres de impacto coincide con el de las diogenitas. Son muy parecidas a ciertas rocas ígneas presentes en la Tierra (basaltos, gabros, etc.).

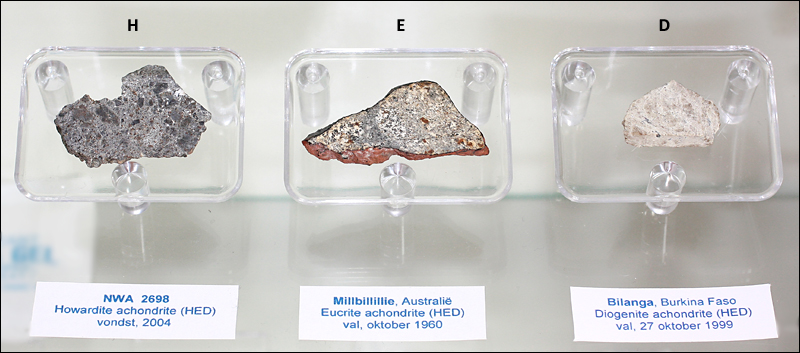
Acondritas del grupo HED. De izquierda a derecha, una howardita, una eucrita y una diogenita.

#### Eucritas
Su nombre proviene del griego «eukritos», que significa «fácil de distinguir». Las eucritas, que son las acondritas más abundantes, están compuestas básicamente de pigeonita (un tipo de piroxeno) y plagioclasa, con cantidades variables de sílice y de minerales opacos, como ciertos sulfuros, ilmenita y cromita. La capa superficial de estos meteoritos es oscura, pero en el interior son de color blanco a gris claro. Muchas de ellas están brechadas.

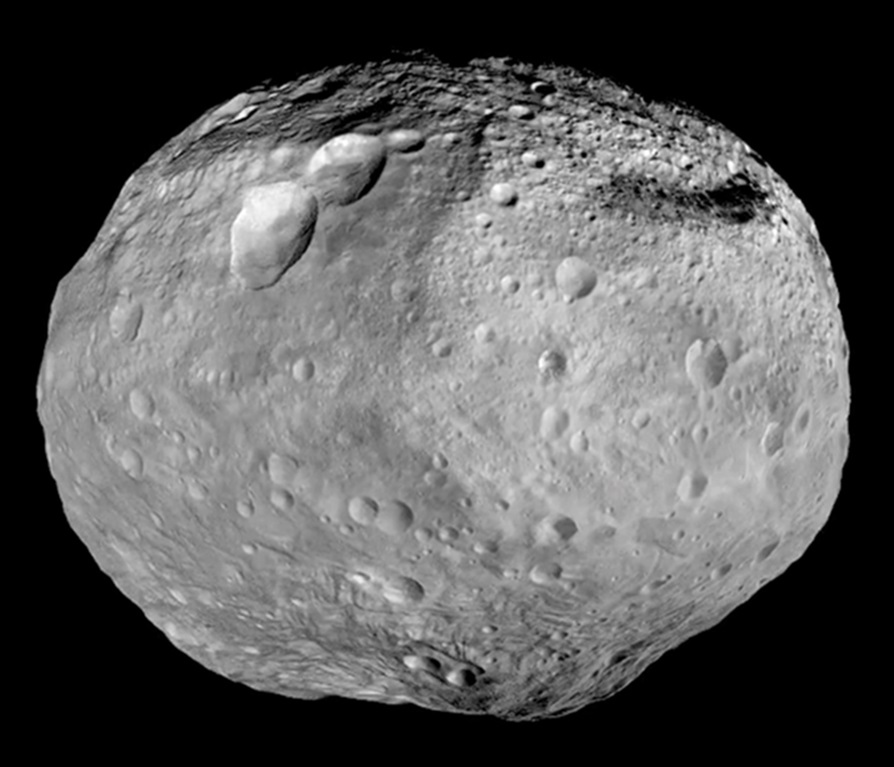
Vesta visto con la sonda espacial Dawn en 2015. Imagen de la NASA.

#### Diogenitas
Nombradas así por Diógenes de Apolonia, filósofo griego del siglo V a. C., que fue el primero que sugirió que los meteoritos caían del cielo. Están compuestas por ortopiroxenos ricos en Mg, con olivino y plagioclasa. Algunos de los cristales de piroxeno tienen un tamaño considerable, indicando que el enfriamiento de la roca ha sido lento, y probablemente en profundidad.

#### Howarditas
Se llaman así en honor al químico inglés Edward Howard. Texturalmente es una brecha polimíctica, con clastos de eucrita, diogenita, material similar al de las condritas carbonáceas y material fundido por impactos meteoríticos. Esto indica que probablemente procedan del regolito de Vesta. Poseen una gran cantidad de gases nobles debido al efecto del viento solar.

### Acondritas procedentes de otros asteroides

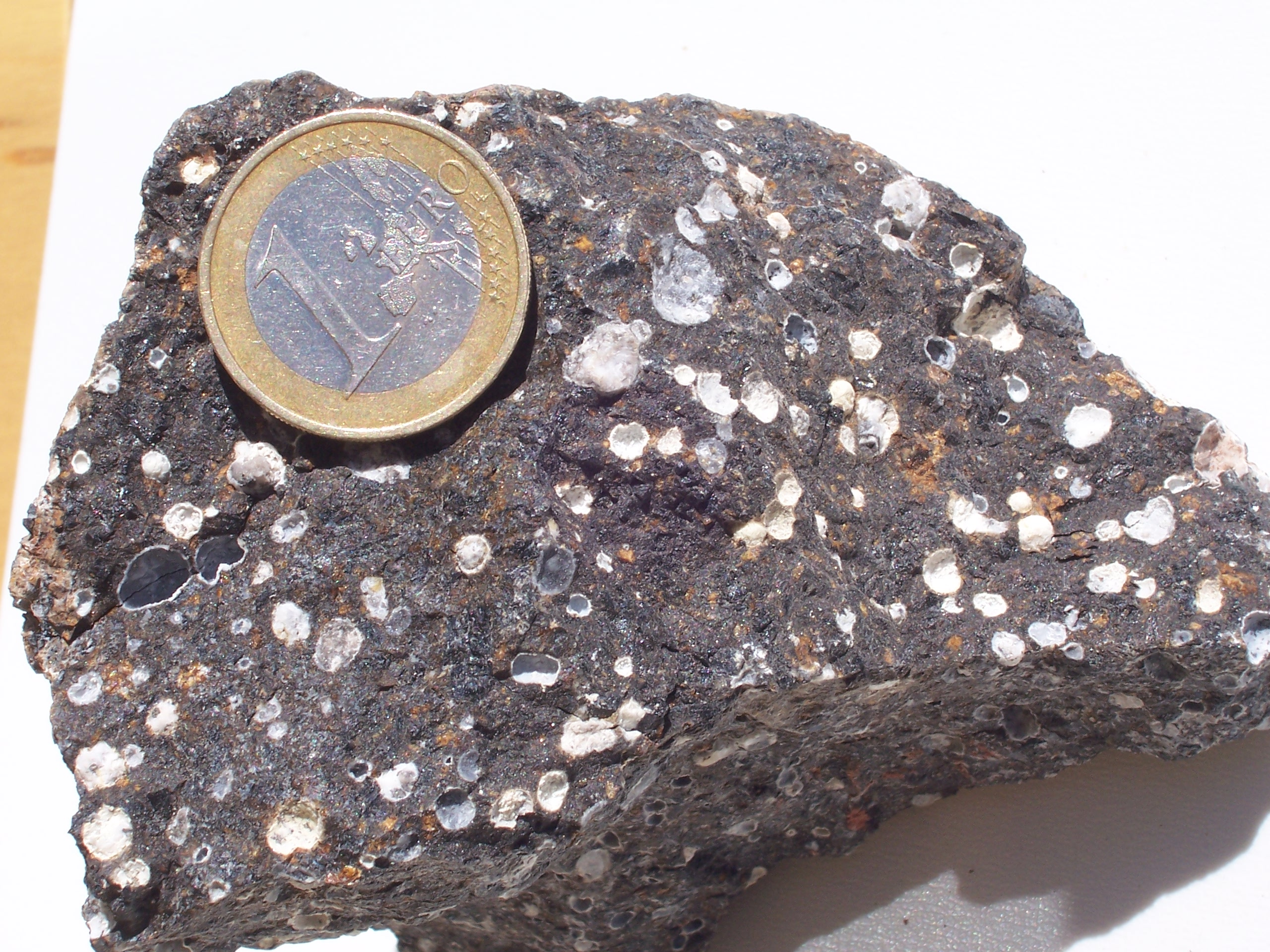
Vesículas en una lava basáltica, similares a las presentes en las angritas.

Aquí se agrupan las acondritas que provienen de asteroides que han sufrido procesos de diferenciación, pero que no están genéticamente relacionados con Vesta. Se suelen distinguir dos grupos, angritas y aubritas, donde se encuadran la mayoría de estos meteoritos, pero existen otros, como por ejemplo NWA 011, que procede de un asteroide desconocido, seguramente con características parecidas a Vesta. También se ha expuesto la hipótesis de que estos meteoritos provengan de Mercurio.

#### Angritas
Su nombre se debe al meteorito Angra dos Reis, que cayó en Río de Janeiro en 1869. Las acondritas de este grupo se caracterizan  por la presencia de un diópsido de Al y Ti, llamado fassaita. También aparecen plagioclasa, olivino, kirschsteinita y otros minerales, tratándose de una roca basáltica. También poseen vesículas, que se interpretan como el vestigio de la presencia de gases (al igual que en rocas volcánicas terrestres), o bien como el resto de esferas sólidas que se destruyeron en las distintas fases de la formación de la roca. Pueden proceder de los asteroides (289) Nenetta o (3819) Robinson.

#### Aubritas
Se denominan así por el meteorito Aubres, caído en Nyons (Francia) en 1836. Está compuesta básicamente por cristales de enstatita, acompañados por olivinos, metales de Fe y Ni, troilita y otros minerales accesorios. Parece ser que comparten origen con las condritas de enstatita. Se cree que pueden proceder del asteroide (3103) Eger. La corteza de las aubritas suele ser de color claro, y el interior blanco. Son los meteoritos rocosos que han sufrido una exposición más prolongada a los rayos cósmicos (120 millones de años).

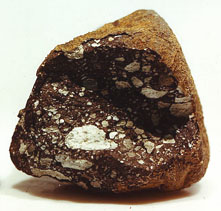
Meteorito lunar Allan Hills 81005, perteneciente al grupo LUN A. Imagen de la NASA.

### Meteoritos lunares
Los meteoritos lunares, o lunaitas, son fragmentos rocosos que proceden del ejecta generado durante un impacto meteorítico sobre la superficie de la Luna. Para que las rocas proyectadas no vuelvan a caer sobre el satélite por efecto de la gravedad, deben superar una velocidad de 2.38 km/s (conocida como velocidad de escape). Se sabe el origen de estos meteoritos por su similitud composicional, mineralógica, textural y de relaciones isotópicas con las rocas recogidas durante las misiones Apolo. Las lunaitas son también muy interesantes porque permiten estudiar rocas de zonas de la Luna que no fueron muestreadas por las mencionadas misiones. La clasificación de los meteoritos lunares se basa en criterios petrológicos, diferenciando los de anortosita, basalto, gabro y norita. Así tenemos:

#### LUN A
Son anortositas que presentan una gran cantidad de plagioclasa rica en Ca, y una cantidad menor de olivino y piroxenos. La textura es de grano grueso, tratádose de rocas que se han enfriado lentamente, procedentes de las zonas altas (Terrae) de la Luna. Son de color gris, y a veces se encuentran vesiculadas. Este grupo se subdivide en:
- Brechas regolíticas: Procedentes del regolito lunar. Aparte de anortosita también contienen basalto y material de cuerpos que impactaron con el satélite.
- Brechas de impacto: Brechas polimícticas en las que se puede observar rasgos de metamorfismo de choque, fundidos de impacto y procesos de recristalización, todos ellos típicos de los cráteres de impacto.
- Brechas fragmentarias: Se asocian a capas más profundas de la Luna, con características similares a las brechas regolíticas, pero con distintos componentes y presencia de gases nobles.

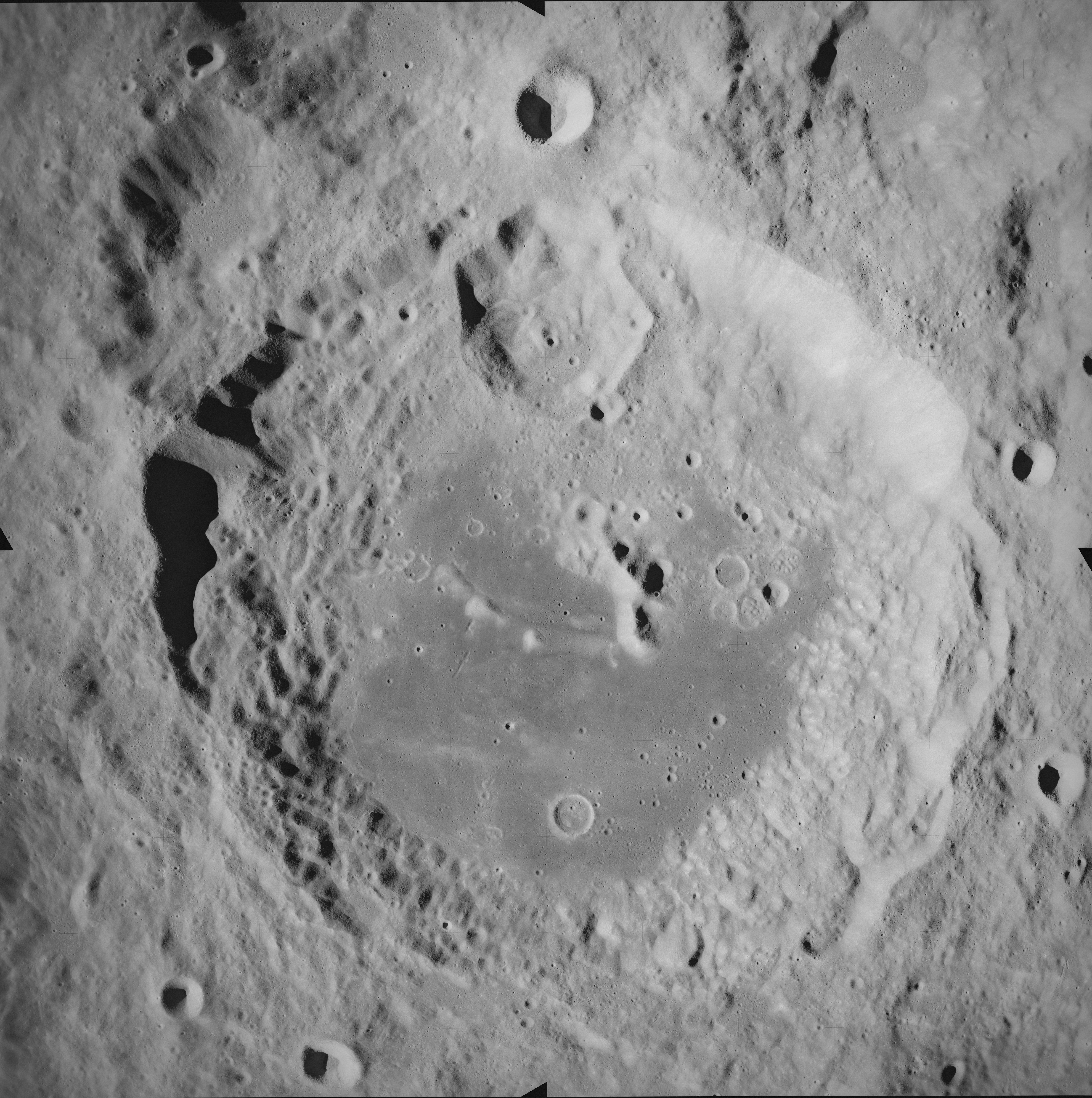
Cráter Aitken fotografiado por la misión Apolo 17. Imagen de la NASA.

#### LUN B
Proceden de los maria (coladas de lava rellenando cuencas) lunares, con composición basáltica y con fenocristales de olivino y augita, y con contenidos en menor cantidad de cromita, ilmenita, apatito, troilita y metales de Fe y Ni. La mayoría de estas acondritas presentan aspecto de brecha.

#### LUN G
Al igual que los LUN B, proceden de los maria, pero están formados por gabro. Presentan plagioclasa y piroxeno, y en menor medida óxidos de Fe y Ti. Pueden tener su origen en magmas que se enfriaron más lentamente y a mayor profundidad.

#### LUN N
Solo se conoce un meteorito de este grupo (NWA 773). Es una brecha polimíctica, que presenta dos litologías: por un lado, una gabronorita rica en olivino, y con piroxeno, plagioclasa y feldespato; y por el otro, una brecha regolítica oscura con norita y clastos basálticos. Se piensa que pueden proceder de la cuenca Aitken. Esta cuenca, rica en norita, es un cráter de impacto (el segundo mayor del Sistema Solar) que debió de proyectar una gran cantidad de ejecta sobre la Tierra.

### Meteoritos marcianos
Son rocas ígneas que incluyen a las shergottitas, nakhlitas, chassignitas y a la ortopiroxenita ALH84001. Los tres primeros grupos tienen una edad muy reciente comparada con otros meteoritos (de 1300 a 165 millones de años), por lo que tienen que proceder de un cuerpo planetario que haya tenido actividad geológica reciente. Esta condición la cumplen la Luna, Marte, Venus, Mercurio y algunos satélites de los planetas mayores (Júpiter, Urano, Saturno y Neptuno). Estos últimos se descartaron, ya que la ejecta que pudieran expulsar durante un impacto sería atraída por la fuerza de gravedad del planeta. Algo parecido pasaría con Mercurio, ya que los fragmentos desprendidos serían atrapados por el Sol. El problema de Venus es, por un lado, que tiene una velocidad de escape alta (muy parecida a la de la Tierra), y por otro, su densa atmósfera, que destruiría gran parte del ejecta producido. No se pueden descartar del todo Venus y Mercurio como fuente de algunos meteoritos, pero las posibilidades son mínimas. La Luna se descartó por las diferencias composicionales existentes entre los meteoritos SNC (SNC proviene de Shergottita, Nakhlita y Chassignita) y las rocas lunares, por lo que se considera Marte como el «padre» de este grupo de meteoritos. Las subdivisiones de este grupo se realizan en función de la profundidad a la que cristalizaron.

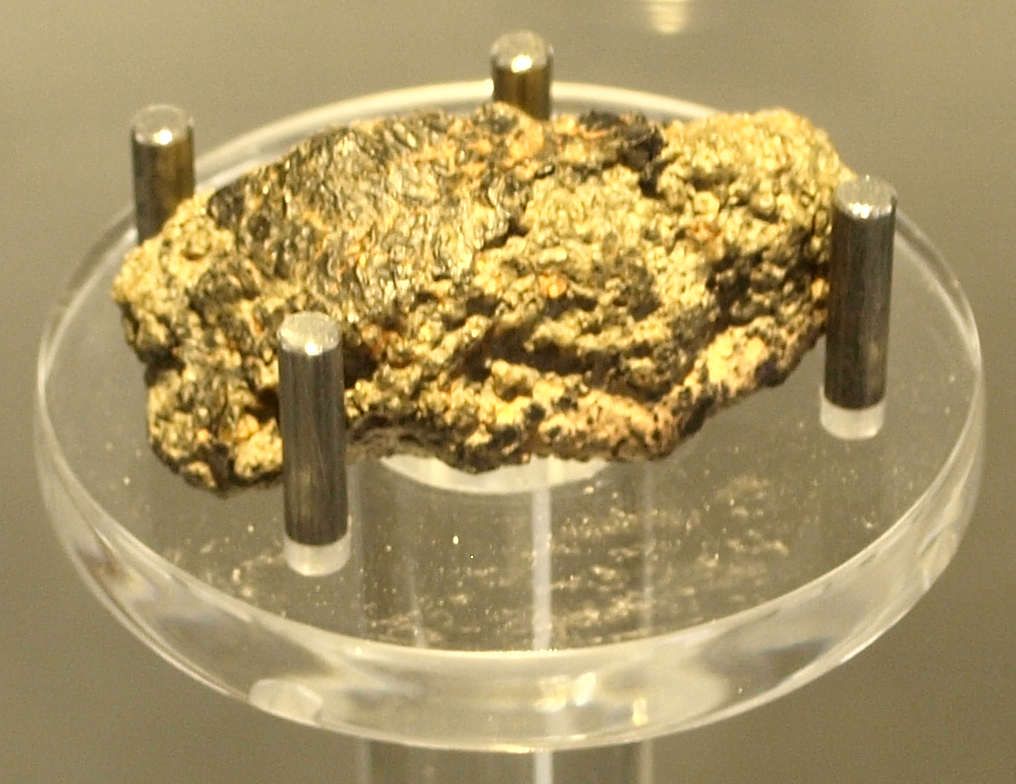
Shergottita hallada en Marruecos.

#### Shergottitas
Su nombre proviene de un meteorito caído en Shergotty (India) en 1865. Son rocas de sílice, que a su vez se dividen en 3 grupos:
- Shergottitas basálticas: Rocas de grano fino compuestas por clinopiroxeno, y plagioclasa, donde la plagioclasa por efecto de impactos se ha convertido en un vidrio llamado maskelinita. Los minerales se encuentran alineados, indicando que la roca proviene de un flujo de lava.
- Shergottitas lherzolíticas: Presentan un grano más grueso, lo que implica un enfriamiento más lento a mayor profundidad que las shergottitas basálticas. La roca equivalente en la Tierra sería la peridotita.[39] El mineral más abundante es el ortopiroxeno, con cierta cantidad de olivino.
- Shergottitas olivínicas: Con gran cantidad de cristales de olivino y ortopiroxeno en una matriz de clinopiroxeno, probablemente cristalizadas en un magma saturado de olivinos.

#### Nakhlitas
Deben su nombre a un meteorito que cayó en El Nakhla (Egipto) en 1911. Son clinopiroxenitas que se solidificaron lentamente hace 1300 millones de años, y que salieron de Marte hace entre diez y doce millones de años. Estas rocas han sufrido procesos relacionados con el agua a baja temperatura. Han sufrido meteorización, produciendo minerales secundarios como arcillas, carbonatos y sulfatos, asociados con pequeña cantidad de materia orgánica marciana. Hay autores que sugieren que podría haber indicios de actividad biológica en las nakhlitas.

#### Chassignitas
Llamadas así por la localidad francesa de Chassigny, donde cayó un meteorito en 1815. Similares a las dunitas terrestres, están compuestas casi exclusivamente por olivino. Cristalizaron hace 1300 millones de años.

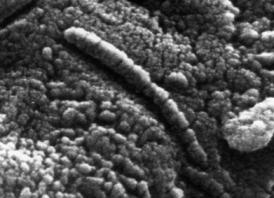
Vista al microscopio de ALH84001. Imagen de la NASA.

#### Ortopiroxenitas (ALH 84001)
El único representante de las ortopiroxenitas es el meteorito ALH 84001, que se encontró en la Antártida a finales de 1984. Es el más antiguo de todos los meteoritos marcianos, con una edad de 4500 millones de años. Muestra rasgos de haber sufrido metamorfismo térmico y de choque, y presenta carbonatos, en forma de esférulas anaranjadas, lo que indica que ha estado expuesto a la acción del agua. En 1996 se publicó un artículo, en el cual se afirmaba que en este meteorito había señales de vida, como la presencia de moléculas orgánicas, varios biominerales y microfósiles similares a las nanobacterias terrestres. Sin embargo, esta postura tiene sus detractores, que argumentan que esos nódulos de carbonato son consecuencia de la reacción a 600 °C entre los silicatos del meteorito y un fluido rico en gas carbónico.

## Colecciones de meteoritos
Muchos museos tienen colecciones de meteoritos que pueden ser visitados. Una de las más importantes es la del Museo Nacional de Historia Natural de la Institución Smithsoniana, con una de las mayores colecciones de meteoritos del mundo (más de 17 000), entre ellos siete de origen marciano.  En la Universidad Estatal de Arizona se halla una de las colecciones visitables más grandes del mundo, con ejemplares pertenecientes a más de 1600 caídas de meteoritos. El Museo Nacional de Ciencias Naturales posee la mayor colección de España, con más de 300 ejemplares, entre ellos acondritas. Otros museos que poseen colecciones destacadas de meteoritos son el Museo de Historia Natural de Londres, la Academia rusa de las Ciencias de Moscú, Academia de Ciencias china de Pekín y el Museo Americano de Historia Natural. También existen una gran cantidad de colecciones privadas, donde además se pueden comprar o vender meteoritos.